# Benhar (Neuseeland)
Benhar ist eine Siedlung in der Region Otago auf der Südinsel von Neuseeland.

## Geographie
Die Siedlung befindet sich fünf Kilometer südlich von Balclutha im Clutha District. In der Nähe liegt der kleine See Lake Tuakitoto.
Der Ort hatte beim Zensus 2013 104 Einwohner.

## Geschichte
Die Ortschaft wurde in den 1880er Jahren gegründet, um den Arbeitern der Ziegel- und Pfeifenfabrik McSkimming Industries Unterkunft zu bieten. In den 1890er Jahren wurde die Produktion von Keramik aufgenommen. Bis zur Schließung in den 1980er Jahren war McSkimming eine der größten Fabriken für Sanitärporzellan Neuseelands. In vielen neuseeländischen Haushalten finden sich noch Toilettenbecken aus diesem Werk.
Industriearchäologen des Otago Museums führen auf dem Gelände Ausgrabungen durch.
Das Anwesen Lesmahagow in Benhar wurde 1914 für den Unternehmensgründer Peter McSkimming errichtet.